# Psydrax kaessneri
Psydrax kaessneri är en måreväxtart som först beskrevs av Spencer Le Marchant Moore, och fick sitt nu gällande namn av Diane Mary Bridson. Psydrax kaessneri ingår i släktet Psydrax och familjen måreväxter. Inga underarter finns listade i Catalogue of Life.